# Nucleolus

Ein Nukleolus ist ein besonderer Bereich im Zellkern (Nukleus)

Ein Nukleolus oder Nucleolus (von lateinisch nucleolus ‚Kernchen‘; Plural: nucleoli), auch Kernkörperchen genannt, ist ein lichtmikroskopisch auffälliger, etwa kugelförmiger Bereich des Nukleoplasmas innerhalb des Zellkerns (Nukleus) einer (eukaryotischen) Zelle. Nukleoli gehen aus bestimmten Chromosomenregionen hervor, den Nukleolusorganisatorregionen (NOR). Sie sind nach einer Kernteilung (Mitose) typischerweise in der Interphase zu finden und dienen dem Aufbau ribosomaler RNA. Im Nukleolus findet auch deren Zusammenbau mit ribosomalen Proteinen zu den Vorstufen von Ribosomen statt; sie ermöglichen die Proteinbiosynthese im Cytoplasma.

## Lage und Vorkommen
In jedem eukaryotischen Genom gibt es mindestens ein Chromosom, das einen Nukleolus entstehen lässt. Liegen innerhalb der Kernhülle mehrere solcher Nukleusorganisatoren vor, so können deren Nukleoli getrennt bleiben oder sich vereinen. Bei menschlichen Zellen verschmelzen die zehn zunächst gebildeten Nukleolen meist zu einem großen Nukleolus im Interphase-Kern. In Zellen mit intensiver Proteinsynthese ist der Nukleolus stets besonders groß.
Jeder Nukleolus enthält Chromosomenabschnitte mit aneinandergereihten Genen sogenannter ribosomaler DNA (rDNA), an denen mit hoher Genaktivität die Transkription abläuft. Mit Hilfe der RNA-Polymerase I wird dabei jeweils ein RNA-Einzelstrang (45S-prä-ribosomale RNA) aufgebaut.
Dieser wird anschließend so zerlegt, dass drei verschiedene Moleküle ribosomaler RNA (rRNA) entstehen: 18S- sowie 5,8S- und 28S-rDNA. Gemeinsam mit 5S-rRNA sind dies die funktionell grundlegenden Bausteine von Ribosomen. Sie bilden zusammen mit einer Reihe unterschiedlicher ribosomaler Proteine die Vorstufen der kleinen (40S-) und großen (60S-) Untereinheiten eukaryotischer Ribosomen.

### Humangenetik

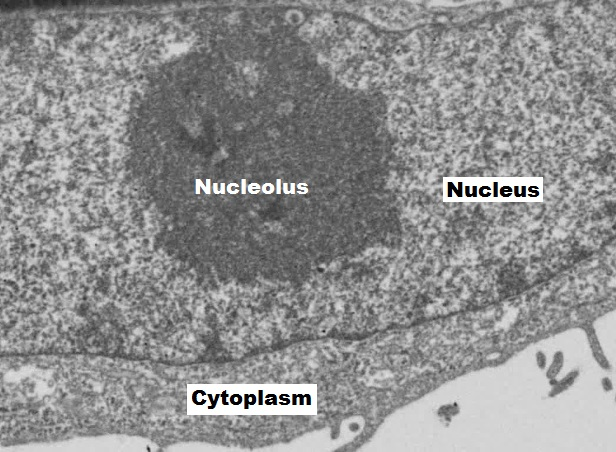
Nukleolus im Nukleus einer HeLa-Zelle (elektronenmikroskopische Aufnahme)

Im menschlichen Genom liegen die rDNA-Gene für rRNA jeweils auf den kurzen (p-)Armen der akrozentrischen Chromosomen an den Genorten 13p12, 14p12, 15p12 sowie 21p12 und 22p12. Die repetitiven DNA-Sequenzen der entsprechenden Nukleolusorganisatoren dieser Regionen weisen jeweils etwa 50 Sequenzwiederholungen pro NOR auf. In einem diploiden menschlichen Zellkern liegen also insgesamt zehn Chromosomen mit Nukleolus-Organisator-Regionen vor. Die in der Telophase zunächst gebildeten bis zu zehn kleinen Nukleolen vereinigen sich im Laufe der Interphase in vielen Zellkernen nicht selten zu einem großen, gemeinsamen Nukleolus. Dabei ist kaum zu entscheiden, ob noch alle NOR gleichermaßen aktiv sind.
Die DNA-Sequenzen für die 5S-rRNA liegen beim Menschen im langen (q-)Arm des Chromosoms 1. Auch bei anderen Spezies befinden sich die Gene für die 5S-rRNA außerhalb von Nukleolusorganisatorregionen.

### Allgemeine Genetik

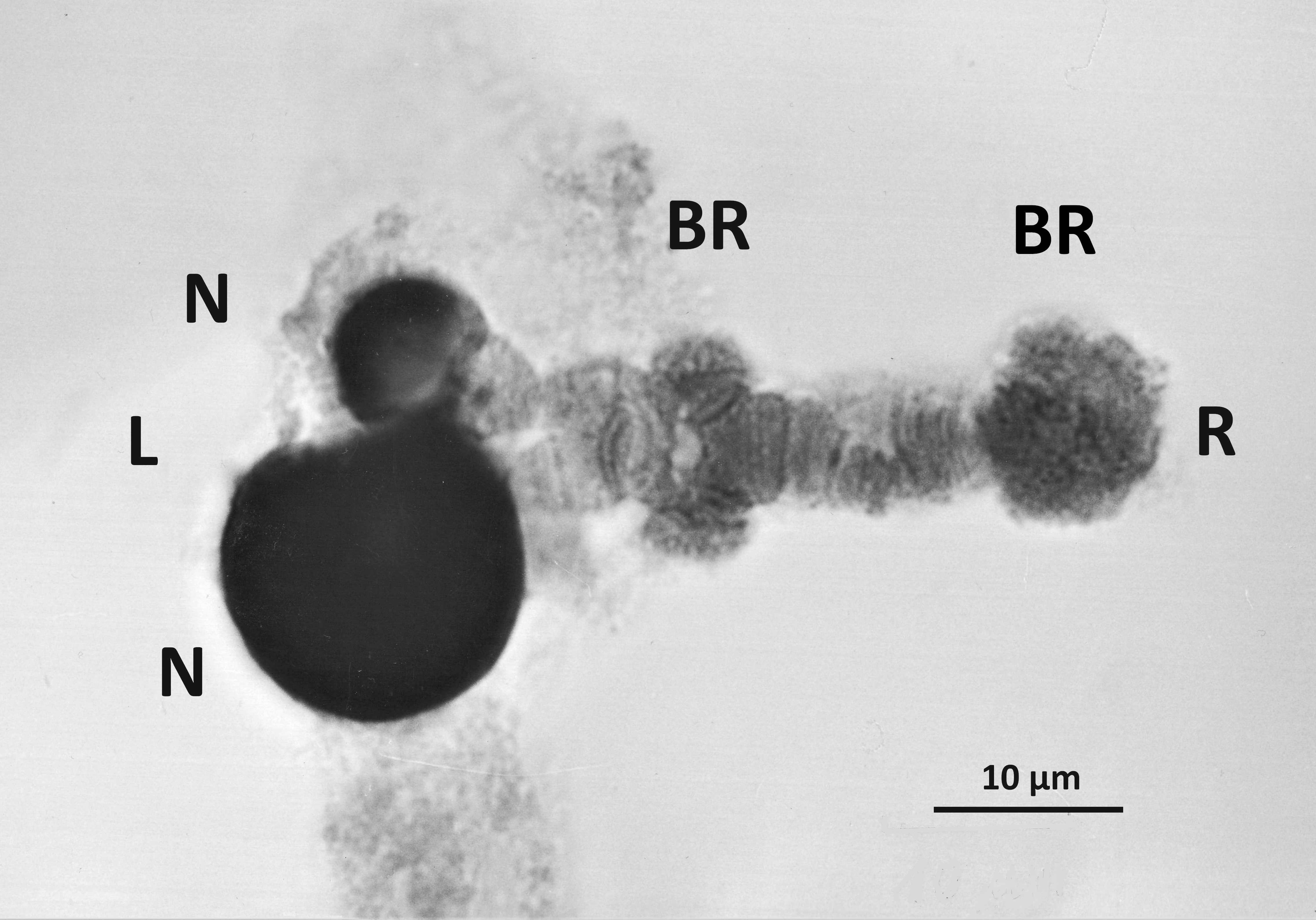
Chironomus halophilus: polytänes Chromosomenpaar 4, lichtmikroskopisch. L links, R rechts; N Nukleolus; BR Balbiani-Ring. Maßstab 10 µm

Anders als etwa bei Pflanzen oder Wirbeltieren mit ihren kleinen Zellkernen der Interphase sind Nukleolen verhältnismäßig leicht an Polytänchromosomen zu beobachten, wie sie in Fliegen-Maden und Mücken-Larven vorkommen. Diese Insekten entwickeln in Speicheldrüsen und in Malpighi-Gefäßen riesige Zellkerne. In diesen ist eindeutig zu erkennen, welches der entsprechend großen Chromosomen eine NOR besitzt. Als Beispiel dient hier die Abbildung des polytänen Chromosompaares 4 aus einer larvalen Speicheldrüse der Zuckmücke Chironomus halophilus. Am linken Ende sind die elterlichen Chromatidenbündel getrennt und tragen unterschiedlich große Nukleolen, dunkel gefärbt mit Uranylacetat. Als Diagnose bietet sich an: Die beiden elterlichen NOR sind unterschiedlich aktiv, sie zeigen heterozygote Transkription. Obwohl sie nahe beieinander liegen, sind die beiden Nukleolen voneinander getrennt.

### Chromosomen mit Nukleolusorganisator (NOR)
Die folgende Tabelle zeigt, dass die Zahl nuklelolusorganisierender Regionen von Art zu Art verschieden sein kann.
| Spezies                 | Karyotyp   | Chromosom mit NOR       | Autoren                                      |
| ----------------------- | ---------- | ----------------------- | -------------------------------------------- |
| Zea mays                | 2n =20     | #6                      | Silva et al, 2018. McClintock 1929.          |
| Drosophila melanogaster | 2n = 8,XY  | X bzw. Y                | Warsinger-Pepe et al, 2020.                  |
| Chironomus commutatus   | 2n = 6     | FEG-Element             | Keyl 1960. Tafel 8.                          |
| Chironomus halophilus   | 2n = 8     | #4                      | Keyl & Keyl 1959. Tafel 9.                   |
| Chironomus obtusidens   | 2n = 8     | G                       | Beermann 1962.                               |
| Chironomus plumosus     | 2n = 8     | #4                      | Keyl & Keyl 1959. Tafel 10.                  |
| Chironomus tentans      | 2n = 8     | #1, #2                  | Pelling 1964.                                |
| Pseudodiamesa branickii | 2n = 8     | #4                      | Zacharias 1984.                              |
| Sus scrofa Hausschwein  | 2n = 38,XY | #8, #10                 | Mellink et al 1994. Rønne et al 1987.        |
| Bos taurus Hausrind     | 2n = 62,XY | 2q, 3q, 4q, 11q, 25q    | Andraszek & Smalec 2012.                     |
| Homo sapiens            | 2n = 46,XY | 13p, 14p, 15p, 21p, 22p | Mangan & McStay 2021. Van Sluisa et al 2020. |

Für Chironomus commutatus ist aus seinem polytänen Chromosomensatz ein für diese Gattung ungewöhnlicher Karyotyp 2n = 6 abzuleiten. Der Nukleolus ist an ein langes Chromosom gebunden, das durch Translokation aus den chromosomalen Untereinheiten F+E+G zusammengesetzt ist. Die NOR liegt im Teil G, der ehemals – wie bei C. obtusidens – ein selbständiges Chromosom war.
Um den Karyotyp zu formulieren, darf man sich nicht immer auf den polytänen Satz berufen. Davor warnt die Zuckmücke Pseudodiamesa branickii: Auf den ersten Blick besitzt sie drei polytäne Chromosomenpaare. Doch keinem ist ein Nukleolus zuzuordnen. Tatsächlich zeigen mitotische Metaphasen 2n = 8 Chromosomen. Mit verschiedenen Methoden wurde die multiplizierte NOR in Riesenkernen als unabhängiges Chromatinnetz neben den Polytänchromosomen nachgewiesen. Die Transkription in der NOR ist so stark, dass die multiplizierten Chromatiden der beiden kleinen Chromosomen 4 nicht zusammenbleiben, sich nicht bündeln konnten. Diese Besonderheit bestätigt die NOR als den mächtigsten unter den aktiven Genorten, die in polytänen Elementen als Puffs (pʌfs; engl.) charakterisiert sind.

### Anzahl der Transkriptionseinheiten für rRNA
Auf der ribosomalen DNA (rDNA) von nukleolusorganisierenden Regionen wiederholen sich identische DNA-Sequenzen mehrfach bis tausendfach im Genom. Diese repetitiven Sequenzen können als verschiedene Transkriptionseinheiten für den Aufbau von rRNA gleichzeitig abgelesen werden. Bei dem Transkriptionsvorgang mittels RNA-Polymerase I wird jeweils als erstes Genprodukt ein längerer RNA-Einzelstrang aufgebaut, die sogenannte 45S-prä-rRNA. Diese wird anschließend verändert und so in mehrere Teile zerlegt, dass daraus je ein 18S-, 5,8S- und 28S-rRNA-Molekül hervorgehen, die Grundbausteine späterer Ribosomen. Die Sedimentationszahl S ist ein Maß für die Größe der RNA-Moleküle unter Beschleunigung in einer Ultrazentrifuge. Die folgende Tabelle führt exemplarisch – inzwischen überholte – Schätzungen der Gesamtzahl an Transkriptionseinheiten für 45S-prä-rRNA in verschiedenen einfachen (1n, 1c) Genomen auf:

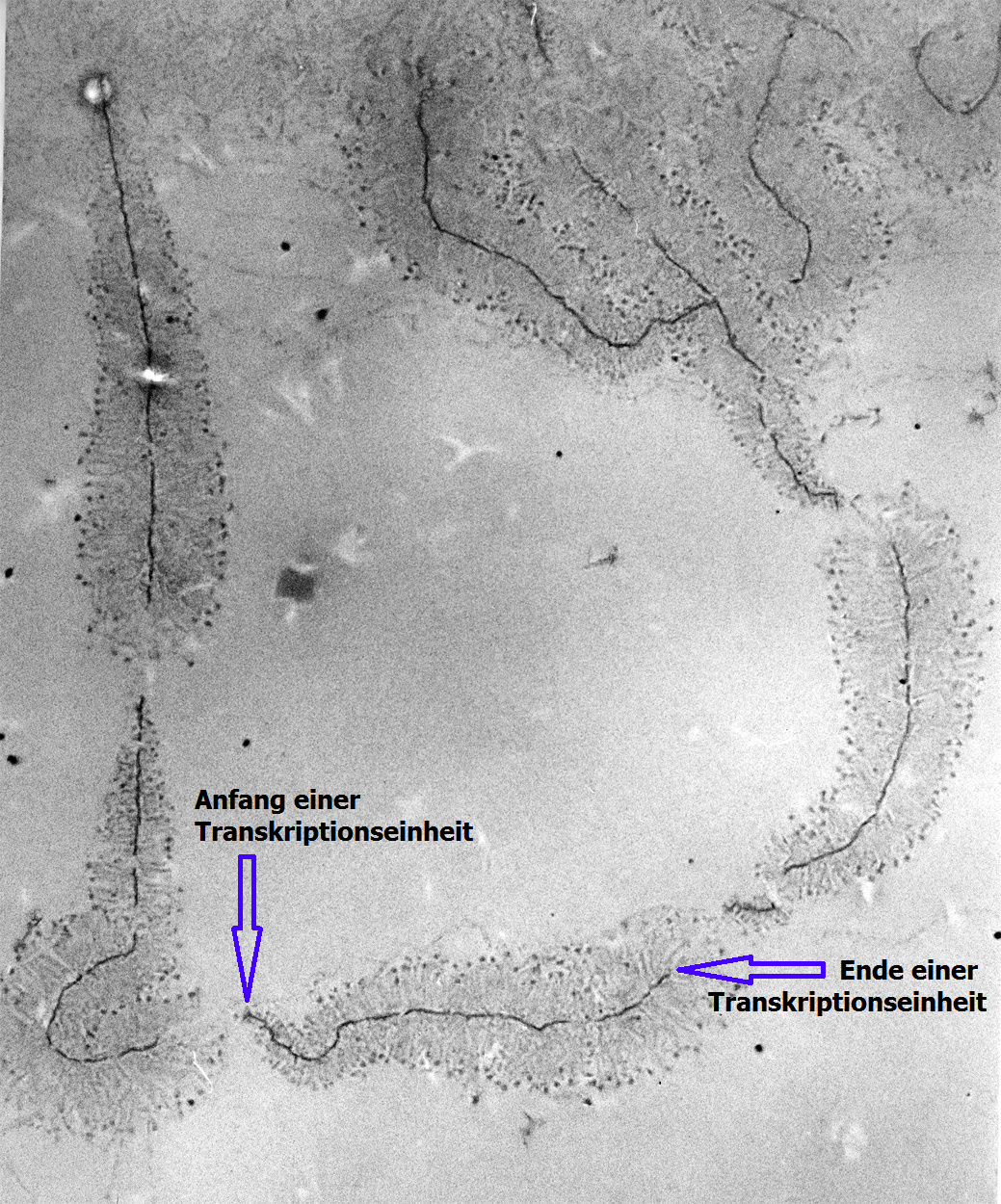
Transkriptionseinheiten von rDNA für rRNA im Nukleolus einer Zuckmücke (Chironomus pallidivitatus; elektronenmikroskopische Aufnahme, etwa 40.000fache Vergrößerung). Die Präparationsmethode veröffentlichte der Autor 1993.

| Spezies                  | deutscher Name     | rRNA-Gene |
| ------------------------ | ------------------ | --------- |
| Saccharomyces cerevisiae | Backhefe           | 140       |
| Allium cepa              | Zwiebel            | 6950      |
| Pisum sativum            | Erbse              | 3900      |
| Triticum aestivum        | Weizen             | 6350      |
| Bombyx mori              | Seidenspinner      | 240       |
| Drosophila melanogaster  | Taufliege          | 200       |
| Salmo salar              | Atlantischer Lachs | 710       |
| Gallus domesticus        | Haushuhn           | 200       |
| Mus musculus             | Hausmaus           | 100       |
| Homo sapiens             | Mensch             | 200       |

### Gene für 5S-rRNA
Nicht in der rDNA der Nukleolusorganisatoren sind die repetitiven DNA-Sequenzen von Genen für die 5S-rRNA zu finden. Im menschlichen Genom liegen diese auf dem langen (q)-Arm des großen Chromosoms 1. Die Mehrzahl dieser Transkriptionseinheiten wurde in der Region 1q42.11–13 nachgewiesen, etwa ein Viertel der Gene liegen in der Region 1q31.
Bei der Taufliege (Drosophila melanogaster) enthält das Chromosom 2 in Region 56EF die etwa 200 Kopien des Gens für 5S-rRNA. Getrennt davon enthält das X-Chromosom – wie in der obenstehenden Tabelle gelistet – die Region des Nucleolusorganisators mit den Genen für 18S- und 28S-rRNA.
Ähnlich ist das Genom der Zuckmücke Chironomus thummi organisiert. Die DNA-Sequenzen für die 5S-rRNA wurden im rechten Arm des polytänen Chromosoms 2 aufgespürt, und zwar in der Region B3c–e. (Auch bei dieser Art gehört der Nukleolus zum kleinen Chromosom 4.)

## Proteine für die rRNAs
Die Gene für alle Proteine liegen in den Chromosomen. Von den Genen werden die entsprechenden mRNAs als Informationsboten abgeschrieben, die dann durch die Kernporen ins Zytoplasma gelangen. An den Ribosomen erfolgt, entsprechend der genetischen Information einer mRNA, die Biosynthese eines Proteins. Im Falle der Polymerasen für rRNA werden diese durch die Kernporen zurück in den Zellkern befördert, um an den für sie bestimmten Genorten von der rDNA die rRNA abzuschreiben.

### Zwei Polymerasen für die rRNAs
Die rDNA in einer NOR wird von der RNA-Polymerase I abgelesen. Das DNA-abhängige Enzym synthetisiert die 45S-prä-rRNA. Dieses Vorprodukt wird im Nukleolus in mehreren Schritten zu den rRNAs 28S, 18S und 5.8S prozessiert.
Die Genorte für die 5S-rRNAs liegen jedoch außerhalb der NORs. Die RNA-Polymerase III besorgt die Transkription der 5S-rRNA, welche vom ursprünglichen Genort abwandert und in den Nukleolus gelangt.

### Prozessproteine für die rRNAs
Das nukleoläre prä-rRNA-prozessierende Protein NIP7 sei als Beispiel vorgestellt. Es ist nötig, um für die Biosynthese der kleinen Ribosomen-Untereinheiten reife 18S-rRNA herzustellen. Das Adjektiv im Namen betont, dass der Wirkbereich des NIP7 auf den Nukleolus beschränkt bleibt. Das Gen für das NIP7 liegt im langen Arm des menschlichen Chromosoms 16, und zwar in 16q22.1.

### Zwei Ribosomen-Bauteile
Die ribosomalen Proteine werden aus dem Zytosol durch die Kernporen zum Nukleolus geschleust und dort für den Zusammenbau der Ribosomenvorstufen gebraucht. Zusammen mit diesen Proteinen bilden die rRNAs 28S, 5,8S und 5S die großen Untereinheiten, die 18S-RNA ist das rRNA-Molekül für die kleine Untereinheit der künftigen Ribosomen.
Die großen (60S) und die kleinen (40S) Ribosomen-Untereinheiten werden anschließend wieder ins Zytosol transportiert. Dort stehen sie für ihren Zusammenschluss zu 80S-Ribosomen zur Verfügung, die frei im Zytosol oder an das (raue) Endoplasmatischen Reticulum gebunden als Translationseinheiten tätig werden (siehe Ribosom).

## Funktion des Nukleolus
Hauptsächliche Aufgabe eines Nukleolus ist diese Biogenese präribosomaler Partikel, die schließlich durch die Kernporen transportiert im Cytosol die Proteinbiosynthese ermöglichen, als freie Ribosomen oder membrangebunden am (rauen) Endoplasmatischen Retikulum.
Als Produktionsort der Ribosomen-Untereinheiten ist ein Nukleolus in der Interphase des Zellzyklus aktiv. In dieser Zeit ist das „Kernkörperchen“ mit einem Lichtmikroskop zu beobachten. Das ist naheliegend, weil die Interphase die Hauptzeit des zellulären Stoffwechsels ist, gekennzeichnet von Proteinsynthese, die massenhaft Ribosomen erfordert. In Zellen mit intensiver Proteinsynthese ist der Nukleolus besonders groß. Allerdings sind die Bildungsorte der Nukleolen während der mitotischen Interphase nicht ohne weiteres zu erkennen, weil die Chromosomen derweil völlig aufgelockert sind. Organe mit Polytänchromosomen bieten diesbezüglich einen diagnostischen Vorteil.
Bis zum Begin der Kernteilung werden die Nukleolen meist aufgebraucht: Ihre Struktur verschwindet und ist folglich auch nicht mehr anfärbbar. Die Nukleolen sind in der Mitose inaktiv, weil die Zellen zur Metaphase und Anaphase (fast) keine Proteine herstellen und deswegen vom Zellkern keine neue genetische Information brauchen. Sollte während der Interphase eine NOR besonders aktiv gewesen sein, mag sie in manchen Metaphasen nicht so stark kondensieren wie das übrige Nukleolus-Chromosom. Diese Chromosomen-Stelle geringer Verpackung wird als sekundäre Konstriktion bezeichnet. (Als primäre Konstriktion gilt die Zentromer-Region.) Nach der Telophase nehmen die NORs der Tochterkerne die Transkription auf und bilden neue Nukleolen.
Keine Lehrbuchregel ohne Ausnahme. In manchen Arten bleiben die Nukleolen während der Mitose erhalten und teilen sich in der Anaphase. Für dieses Ausnahmephänomen steht das Stichwort „Nukleolenpersistenz“; ein Beispiel bieten die Wurzelspitzen der Gewöhnlichen Sonnenblume, Helianthus annuus.

## Struktur
Die Vorgänge der Transkription von rDNA, der Prozessierung zu rRNA-Molekülen und deren Assoziation mit spezifischen Proteinen zu komplexen Ribonukleoproteinen laufen im Nukleolus in aufeinanderfolgenden Zonen ab und prägen so dessen Struktur.
Mit einem Elektronenmikroskop lassen sich faserartige und körnige Zonen im Kernkörperchen unterschieden, Pars fibrosa und Pars granulosa genannt. Die Pars fibrosa kann weiterhin in fibrilläre und dicht fibrilläre Komponenten untergliedert werden:
- Die fibrillären Komponenten werden als mehrere rundlich, aufgehellte Bereiche im Nucleolus erkennbar. Hier findet durch die RNA-Polymerase I die Transkription von 45S-Prä-rRNA statt.
- Die dicht fibrillären Komponenten liegen meist schalenförmig als dunkle Anteile um diese Transkriptionsbereiche angeordnet. Hier finden Zerschneidungen der 45S-rRNA in 28S-, 18S- und 5,8S-rRNA statt.

Die Pars granulosa stellt den größten Teil des Nucleolus dar. Ihr gekörntes Erscheinungsbild wird hauptsächlich durch die Synthese präribosomaler Partikel geprägt. Diese bestehen aus den verschiedenen rRNA-Formen und assoziierenden Proteinen, wobei der großen ribosomalen Untereinheit 49, der kleinen 33 zusätzliche Proteine zugeordnet werden.

## Färbbarkeit
- Für die Nukleolen-Diagnose mit dem Lichtmikroskop mischt man einen Teil 1 % Ameisensäure und 2 % Gelatine mit zwei Teilen 50 % Silbernitrat. In dem dunkelgestellten Gemisch bleiben die Zellpräparate 30 Minuten, bevor sie zusätzlich die May-Grünwald-Färbung erhalten.[33]
- Bevorzugt ist der Nukleolus mit Uranylacetat darzustellen.[34] Siehe polytänes Chromosom 4 in Chironomus halophilus.
- Ein Fluoreszenzmikroskop erlaubt, in Zellkernen mit einem anti-rA.dT-IgG die molekularen Hybride von rRNA.rDNA in der NOR nachzuweisen.[35]

## Geschichte
Im Jahr 1835 hatte Rudolf Wagner den „Keimfleck“, das Kernkörperchen der Eizelle, entdeckt. Als Pioniere der Nukleolen-Forschung werden der Botaniker Matthias Jacob Schleiden (1938) und der Anatom Theodor Schwann (1939) vorgestellt. Doch anfangs war lediglich klar, dass der Zellkern mit seinem „Kernkörperchen“ zum Inventar einer Zelle gehört. Dann erkannte man am Institut für Allgemeine Botanik der Universität Hamburg, dass die Nukleolen an festen Genorten in bestimmten Chromosomen entstehen. Doch die Chemie der Nukleolen und ihre Funktion blieben weiterhin rätselhaft. Wegen seiner auffälligen Größe wurde der Nukleolus manchmal als Organell bewertet. Da dieses nukleoläre Gebilde weder eine doppelte noch eine einfache Membran umhüllt, ist eine solche Benennung unangebracht, wie die molekulargenetischen Befunde bestätigen.
Beim Krallenfrosch Xenopus laevis gibt es eine heterozygote Mutante, die lediglich einen Nukleolus bildet, während der normale Wildtyp zwei Nukleolen besitzt. Die homozygote Mutante hat gar keinen Nukleolus; solche Individuen produzieren keine rRNA und müssen früh als Larven sterben. Die heterozygote Mutante produziert nur halb soviel rRNA wie der Wildtyp. Anschließend zeigten Max Birnstiel und Hugh Wallace mit molekularen Hybridisierungsexperimenten, dass Nukleolen tatsächlich ribosomale DNA enthalten. Das bewies zwingend, dass die Anzahl der Nukleolen und die synthetisierte rRNA-Menge ursächlich zusammenhängen.

## Krankheit und Nukleolen
Der Nukleolus reguliert nicht nur die Biogenese der Ribosomen, sondern beeinflusst auch andere Zellfunktionen. Dazu zählen Antworten auf Stress, Alterung und Lebensdauer sowie die Genom-Organisation. Was menschliche Krankheiten anbelangt, spielen Nukleolus-Defekte eine Rolle, so beim vorzeitigen Altern im Hutchinson-Gilford-Syndrom oder bei der Blutarmut des Diamond-Blackfan-Syndroms.
Nicht zuletzt verdächtigt man den Nukleolus, Krebsentstehung anzuzeigen oder ursächlich dabei mitzuwirken.
Die Huntington-Krankheit ist eine dominant vererbte, unheilbare Krankheit des Gehirns. Als Ursache gilt das veränderte Huntingtin-Gen im menschlichen Chromosom 4p16.3. Diese Mutation stört die allgemeine Transkription erheblich. Davon ist auch das Gen für Nucleophosmin (NPM1) in Chromosom 5q35.1 betroffen: Das Protein NPM1 verliert seinen Bezug zum Nukleolus und zeigt damit den Fortschritt der Krankheit an.
Bei der Taufliege gibt es eine rezessive Mutation bobbed (bb), die die Zahl der rDNA-Sequenzen im Nukleolusorganisator vermindert. Dieser Mangel verlangsamt das allgemeine (Maden-)Wachstum und verursacht bei der Fliege auffällig kurze, dünne Rückenborsten. Schlimme, homozygote bb-Fälle sind tödlich. Von dieser genetischen Mangelkrankheit können sich jedoch Männchen über wenige Generationen erholen, indem zwischen den Chromosomen X und Y mehrmals Crossing-over erfolgt. Solche meiotische Rekombinationen ergeben eine Vergrößerung (Magnifikation) der rDNA bis zum 20-Fachen. In der Modellvorstellung bildet die rDNA Ringe, die in den chromosomalen Genort eingefügt werden.

## Viren und Nukleolen
Viele Viren, deren Replikation in Zellkernen abläuft, lösen auch Wechselwirkungen mit den Nukleolen aus. Einige RNA-Viren, die im Zytoplasma repliziert werden, verursachen die Produktion gewisser Proteine, die in den Zellkern eindringen und dort den Nukleolus ansteuern. Dadurch werden Nukleolus-Proteine in andere Bereiche der Wirtszelle umverteilt. So kommt es zu schwerwiegenden Auswirkungen auf Transkription und Translation. Die Veränderungen des zellulären Stoffwechsels dienen der Viren-Produktion. – „Viren sind gelebtes Leben!“